# Lliga de Campions de la CONCACAF 2010-11
La Champions League de la CONCACAF 2010-11 és la tercera edició de la competició. Es disputa entre el juliol del 2010 i l'abril del 2011. El guanyador representarà a la CONCACAF en el Campionat del Món de Clubs de futbol 2011.

## Ronda Prèvia
27/28/29 de juliol i 3/4/5 d'agost de 2010.
| Partit | Equip 1             | Resultat global | Equip 2           | Resultat anada | Resultat tornada |
| ------ | ------------------- | --------------- | ----------------- | -------------- | ---------------- |
| 1      | CD FAS              | 3:1             | CSD Xelajú        | 1:1            | 2:0              |
| 2      | Brujas FC           | 4:6             | Joe Public FC     | 2:2            | 2:4              |
| 3      | San Juan Jabloteh   | 0:6             | Santos Laguna     | 0:1            | 0:5              |
| 4      | San Francisco FC    | 2:9             | Cruz Azul         | 2:3            | 0:6              |
| 5      | Los Angeles Galaxy  | 3:5             | Islanders         | 1:4            | 2:1              |
| 6      | Tauro FC            | 2:4             | CD Marathón       | 0:3            | 2:1              |
| 7      | Seattle Sounders FC | 2:1             | AD Isidro Metapán | 1:0            | 1:1              |
| 8      | Toronto FC          | 3:2             | CD Motagua        | 1:0            | 2:2              |

## Fase grups

### Grup A
| Equip          | PJ | PG | PE | PP | GF | GC | Dif | Punts |
| -------------- | -- | -- | -- | -- | -- | -- | --- | ----- |
| Real Salt Lake | 6  | 4  | 1  | 1  | 17 | 11 | +6  | 13    |
| Cruz Azul      | 6  | 3  | 1  | 2  | 15 | 9  | +6  | 10    |
| Toronto FC     | 6  | 2  | 2  | 2  | 5  | 7  | -2  | 8     |
| CD Árabe Unido | 6  | 1  | 0  | 5  | 4  | 14 | -10 | 3     |

|                | Panamà | Mèxic | Estats Units | Canadà |
| -------------- | ------ | ----- | ------------ | ------ |
| CD Árabe Unido | –      | 0-6   | 2-3          | 1-0    |
| Cruz Azul      | 2-0    | –     | 5-4          | 0-0    |
| Real Salt Lake | 2-1    | 3-1   | –            | 4-1    |
| Toronto FC     | 1-0    | 2-1   | 1-1          | –      |

### Grup B
| Equip         | PJ | PG | PE | PP | GF | GC | Dif | Punts |
| ------------- | -- | -- | -- | -- | -- | -- | --- | ----- |
| Santos Laguna | 6  | 4  | 1  | 1  | 19 | 7  | +12 | 13    |
| Columbus Crew | 6  | 4  | 0  | 2  | 10 | 4  | +6  | 12    |
| CSD Municipal | 6  | 2  | 2  | 2  | 9  | 13 | -4  | 8     |
| Joe Public FC | 6  | 0  | 1  | 5  | 7  | 21 | -14 | 1     |

|               | Estats Units | Trinitat i Tobago | Guatemala | Mèxic |
| ------------- | ------------ | ----------------- | --------- | ----- |
| Columbus Crew | –            | 3-0               | 1-0       | 1-0   |
| Joe Public FC | 1-4          | –                 | 2-3       | 2-5   |
| CSD Municipal | 2-1          | 1-1               | –         | 2-2   |
| Santos Laguna | 1-0          | 5-1               |           | –     |

### Grup C
| Equip            | PJ | PG | PE | PP | GF | GC | Dif | Punts |
| ---------------- | -- | -- | -- | -- | -- | -- | --- | ----- |
| CF Monterrey     | 6  | 5  | 1  | 0  | 11 | 4  | +7  | 16    |
| CD Saprissa      | 6  | 3  | 1  | 2  | 11 | 7  | +4  | 10    |
| CD Marathón      | 6  | 2  | 0  | 4  | 5  | 11 | -6  | 6     |
| Seattle Sounders | 6  | 1  | 0  | 5  | 6  | 11 | -5  | 3     |

|                  | Hondures | Mèxic | Costa Rica | Estats Units |
| ---------------- | -------- | ----- | ---------- | ------------ |
| CD Marathón      | –        | 0-1   | 2-1        | 2-1          |
| CF Monterrey     | 2-0      | –     | 1-0        | 3-2          |
| CD Saprissa      | 4-1      | 2-2   | –          | 2-0          |
| Seattle Sounders | 2-0      | 0-2   | 1-2        | –            |

### Grup D
| Equip            | PJ | PG | PE | PP | GF | GC | Dif | Punts |
| ---------------- | -- | -- | -- | -- | -- | -- | --- | ----- |
| CD Olimpia       | 6  | 4  | 1  | 1  | 12 | 7  | +5  | 13    |
| Deportivo Toluca | 6  | 3  | 1  | 2  | 15 | 5  | +10 | 10    |
| Islanders        | 6  | 2  | 2  | 2  | 8  | 10 | -2  | 8     |
| CD FAS           | 6  | 0  | 2  | 4  | 2  | 15 | -13 | 2     |

|                  | El Salvador | Puerto Rico | Hondures | Mèxic |
| ---------------- | ----------- | ----------- | -------- | ----- |
| CD FAS           | –           | 0-0         | 1-4      | 0-0   |
| Islanders        | 4-1         | –           | 1-1      | 3-2   |
| CD Olimpia       | 2-0         | 3-0         | –        | 2-1   |
| Deportivo Toluca | 5-0         | 3-0         | 4-0      | –     |

## Quarts de final
22/23/24 de febrer i 1/2/3 de març de 2011.
| Partit | Equip 1          | Resultat global | Equip 2        | Resultat anada | Resultat tornada |
| ------ | ---------------- | --------------- | -------------- | -------------- | ---------------- |
| 1      | Deportivo Toluca | 0:2             | CF Monterrey   | 0:1            | 0:1              |
| 2      | Cruz Azul        | 5:1             | Santos Laguna  | 2:0            | 3:1              |
| 3      | Columbus Crew    | 1:4             | Real Salt Lake | 0:0            | 1:4              |
| 4      | CD Saprissa      | 3:1             | CD Olimpia     | 1:0            | 2:1              |

## Semifinals
16/17 de març i 6/7 d'abril de 2011.
| Partit | Equip 1        | Resultat global | Equip 2     | Resultat anada | Resultat tornada |
| ------ | -------------- | --------------- | ----------- | -------------- | ---------------- |
| SF1    | Real Salt Lake | 3:2             | CD Saprissa | 2:0            | 1:2              |
| SF2    | CF Monterrey   | 3:2             | Cruz Azul   | 2:1            | 1:1              |

## Final
20 i 27 d'abril de 2011.
| Partit | Equip 1      | Resultat global | Equip 2        | Resultat anada | Resultat tornada |
| ------ | ------------ | --------------- | -------------- | -------------- | ---------------- |
| F      | CF Monterrey | 3:2             | Real Salt Lake | 2:2            | 1:0              |